# Audi Q8 e-tron
Audi e-tron – elektryczny samochód osobowy typu SUV klasy wyższej produkowany pod niemiecką marką Audi w latach 2018–2022 oraz jako Audi Q8 e-tron w latach 2022–2025.

## Historia i opis modelu

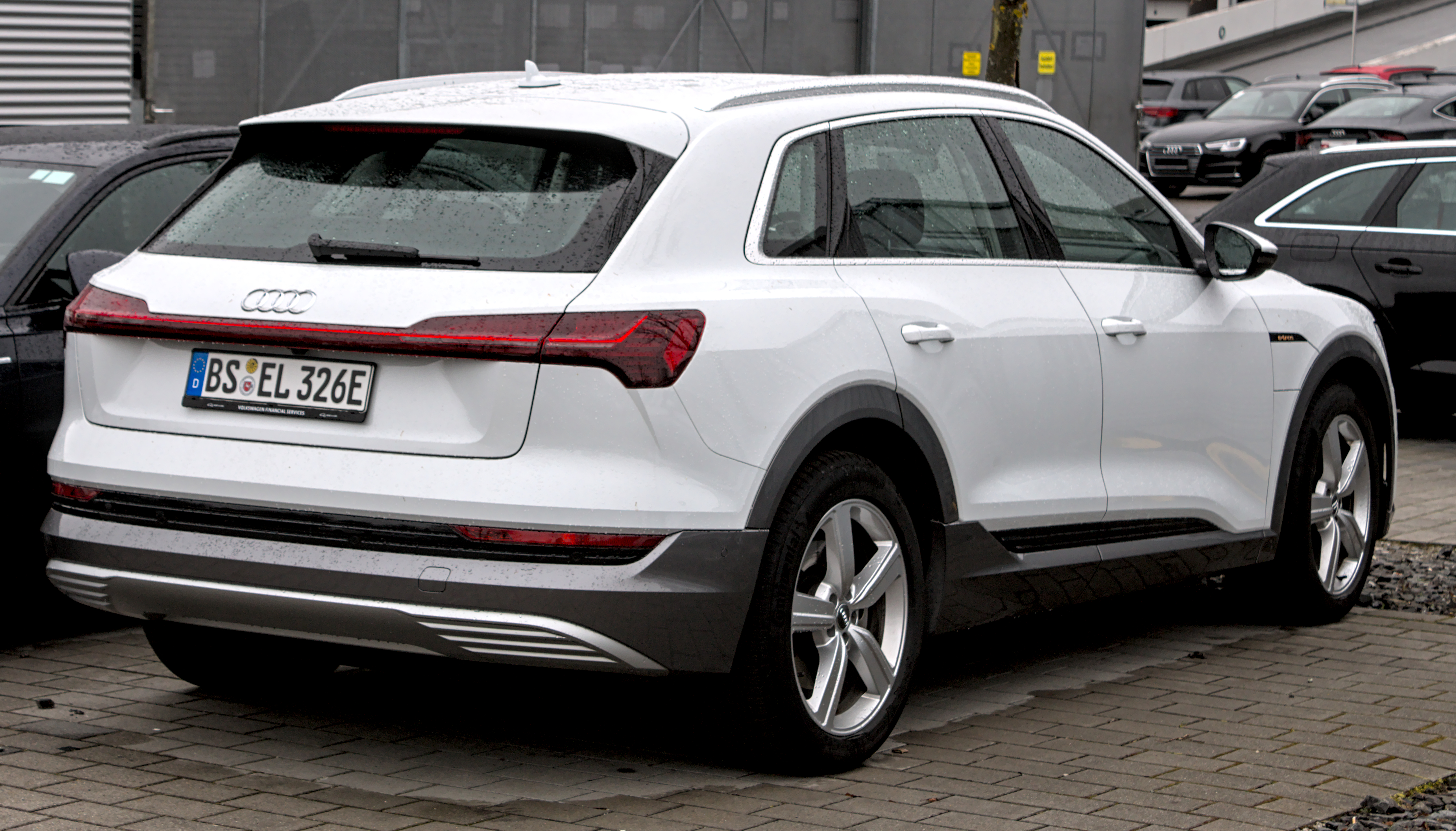
Audi e-tron - tył

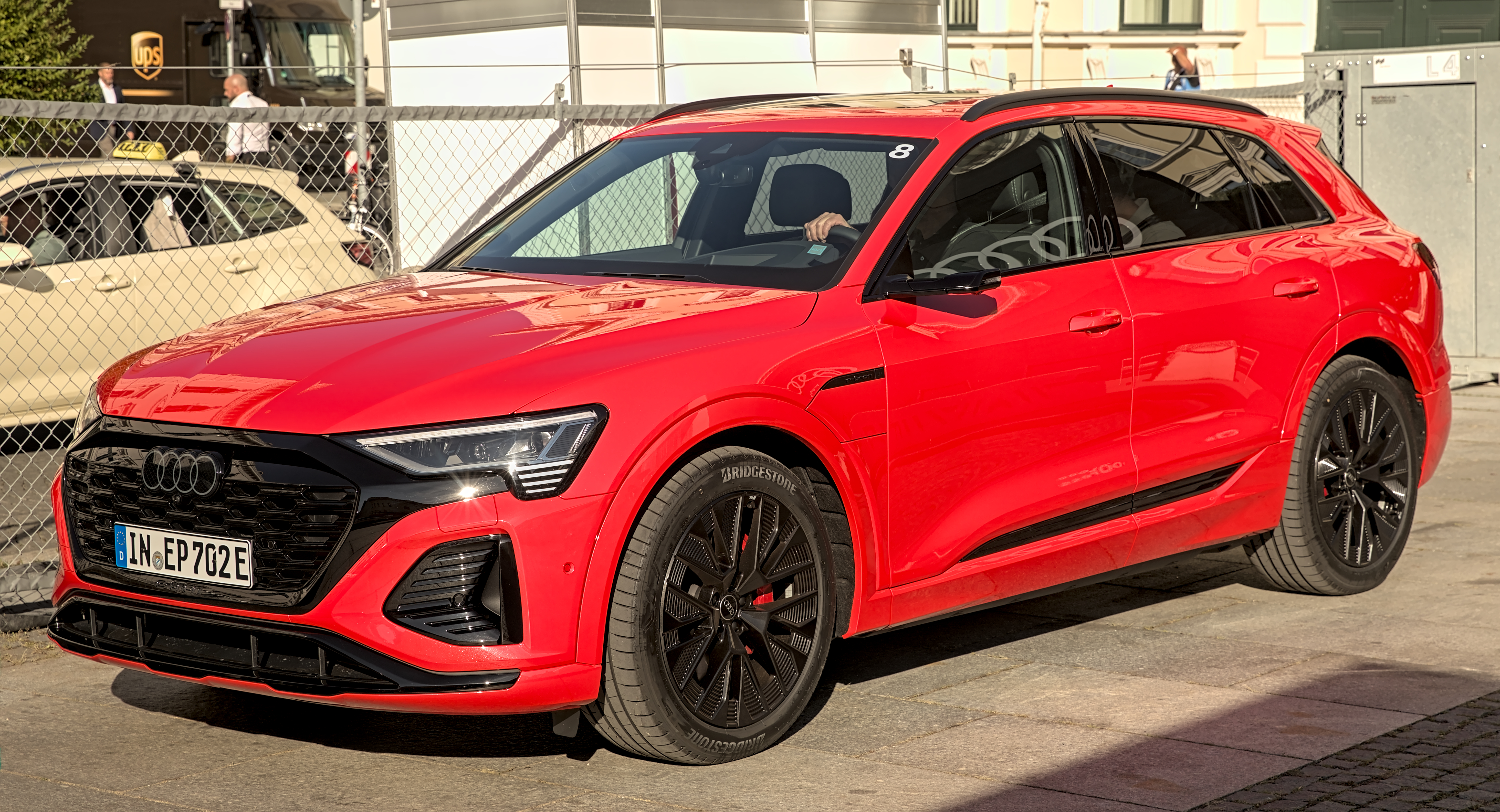
Audi Q8 e-tron po liftingu

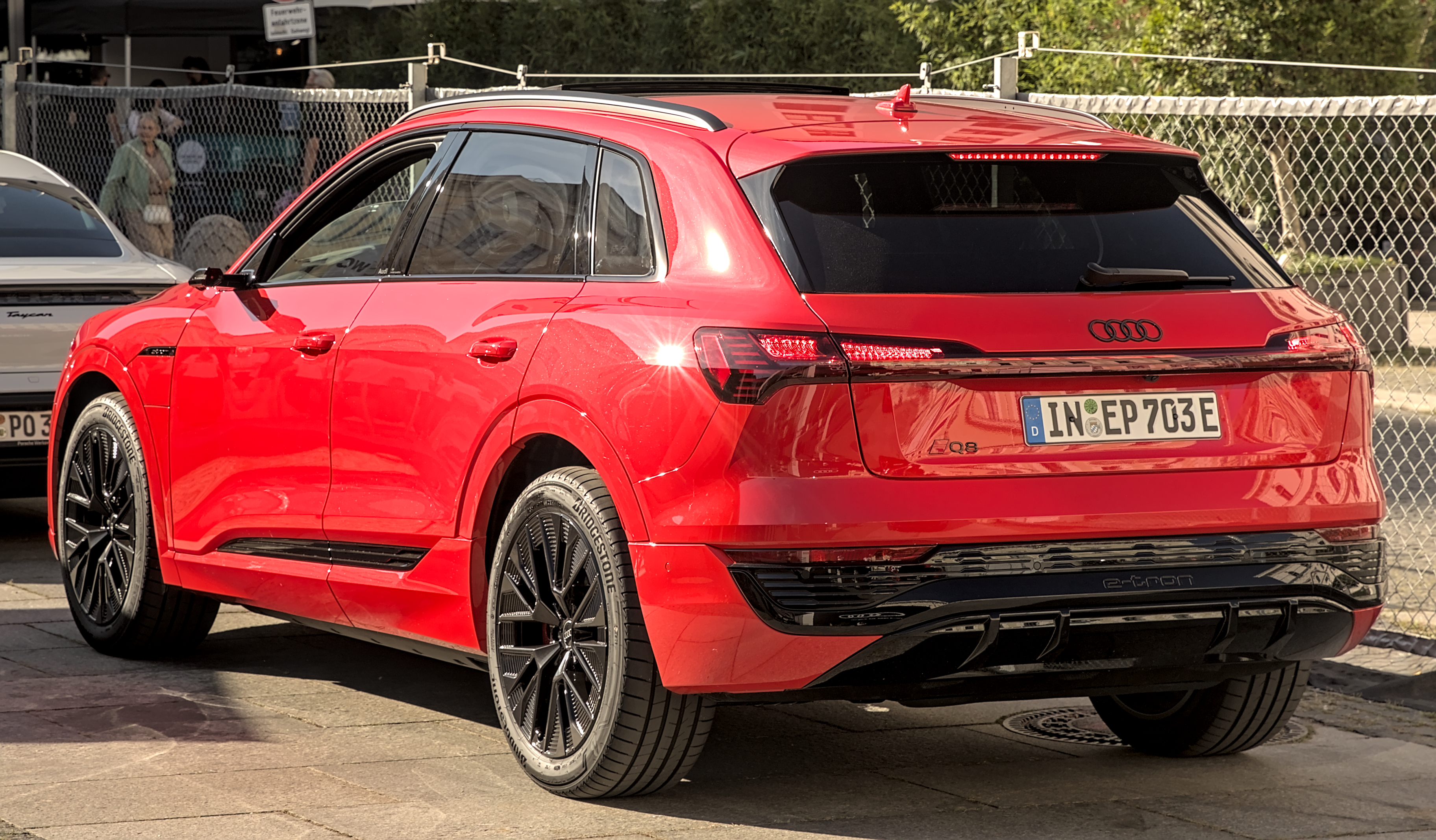
Audi Q8 e-tron - tył po liftingu

Model e-tron to pierwszy w historii Audi samochód elektryczny opracowany od podstaw dla tego rodzaju napędu, stając się pierwszym modelem w nowej gamie samochodów Audi napędzanych prądem. Jego premierę poprzedziły prezentacje kilku różnego rodzaju samochodów studyjnych z członem "e-tron" w nazwie, poprzedzając od przedstawionego w 2009 roku prototypu e-tron Concept. Ten, który był bezpośrednią zapowiedzią pierwszego seryjnego e-trona, przedstawiono jesienią 2015 roku pod nazwą Audi e-tron Quattro Concept.
Seryjnego e-trona przedstawiono w internecie w połowie września 2018 roku na kilka tygodni przed światową premierą, która miała miejsce na Paris Motor Show. Charakterystycznymi elementami wyglądu samochodu są m.in. wielokątne, strzeliste reflektory, a także podłużne tylne lampy połączone ze sobą wąskim paskiem diod LED biegnących przez całą klapę bagażnika. Samochód opcjonalnie uzyskał charakterystyczne, wirtualne lusterka, które polegają na przekazywaniu obrazu z kamer do ekranów ulokowanych w krawędziach drzwi.
Samochód produkowany jest w belgijskich zakładach Audi w Forest w Brukseli - pierwsze sztuki trafiły do klientów z opóźnieniem, zamiast grudnia 2018 roku, w styczniu 2019 roku.

### Lifting i zmiana nazwy
W listopadzie 2022 roku samochód przeszedł restylizację, przy okazji której dokonano korekty nazwy na Audi Q8 e-tron. Pod kątem wizualnym przeprojektowano przedni zderzak, który zyskał większe imitacje wlotów powietrza, a także listwę świetlną pomiędzy reflektorami. Przeprojektowano także wzory alufelg i tylny dyfuzor, co pozwoliło poprawić właściwości aerodynamiczne. Obszerne zmiany przeszedł także układ napędowy, przy którego dopracowaniu za priorytet obrano zwiększenie zasięgu na jednym ładowaniu - średnio o 30-40% w zależności od wariantu. Maksymalnie, Q8-etron przejedzie teraz do 582 kilometrów. Samochód obsługuje też szybszą prędkość ładowania, do 22 kW maksymalnie.

### Dane techniczne

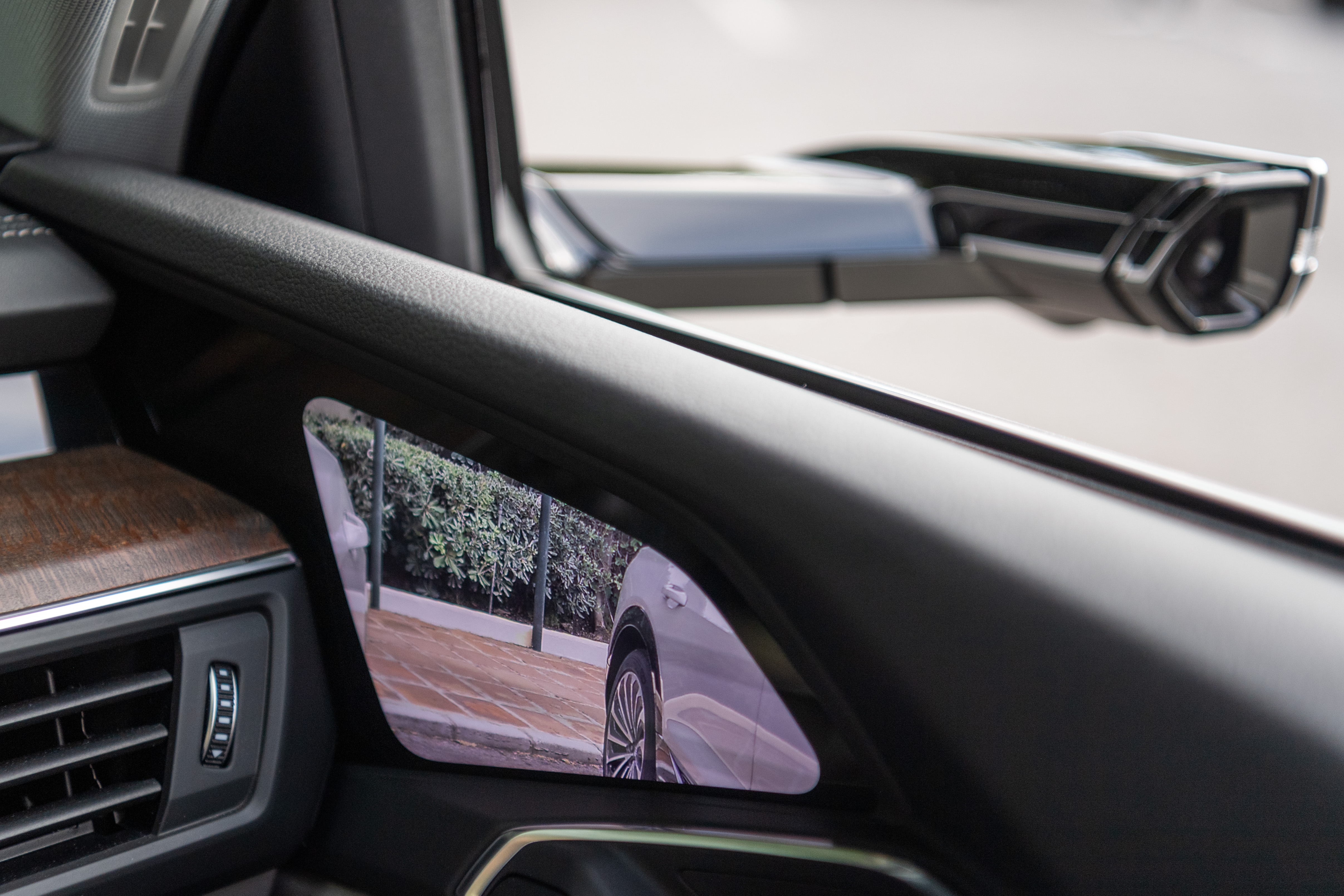
System kamer w topowej wersji

Audi e-tron oferowane jest w trzech wariantach napędowych. Podstawowy e-tron 50 quattro, który trafił do sprzedaży rok po debiucie, napędzany jest baterią o pojemności 71 kWh, rozwija 312 KM mocy oraz 190 km/h maksymalnej prędkości. Od 0 do 100 km/h pojazd rozpędza się w 7 sekund, a maksymalny zasięg na jednym ładowaniu wynosi 300 kilometrów.
Pośredni wariant, e-tron 55 quattro, trafił do sprzedaży w pierwszej kolejności. Wariant z lat 2018-2019 charakteryzuje się baterią o pojemności 95 kWh i mocą generowaną z dwóch silników elektrycznych o łącznym wymiarze 408 KM. Pojazd rozpędza się do 100 km/h w 5,7 sekundy, maksymalnie osiąga 200 km/h, a zasięg na jednym ładowaniu to ok. 350 kilometrów. W listopadzie 2019 roku wprowadzono do sprzedaży zaktualizowany wariant ze zoptymalizowaną pracą baterii i zasięgiem wynoszącym do 436 kilometrów według procedury pomiarowej WLTP.
W lipcu 2020 roku gama e-trona została poszerzona o topową odmianę Audi e-tron S. Trzy silniki elektryczne generują łączną moc 503 KM, pozwalając na osiągnięcie 100 km/h w 4,5 sekundy i rozpędzenie się do 210 km/h. Bateria o pojemności 95 kWh pozwala przejechać na jednym ładowaniu do 360 kilometrów, a pod kątem wizualnym samochód zyskał większe wloty powietrza w zderzaku i sportowe, 21-calowe alufelgi.

### e-tron Sportback

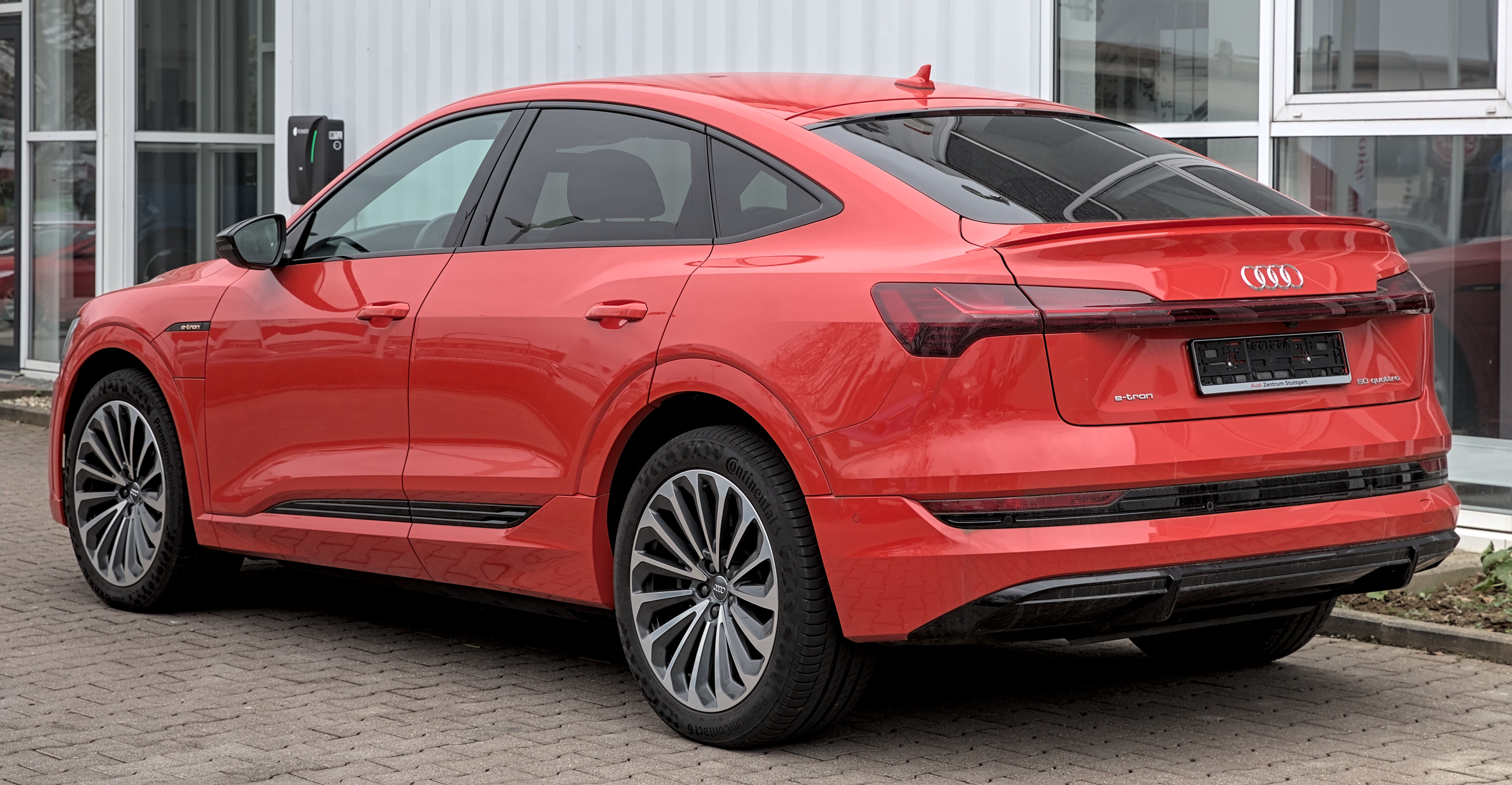
Audi e-tron Sportback - tył

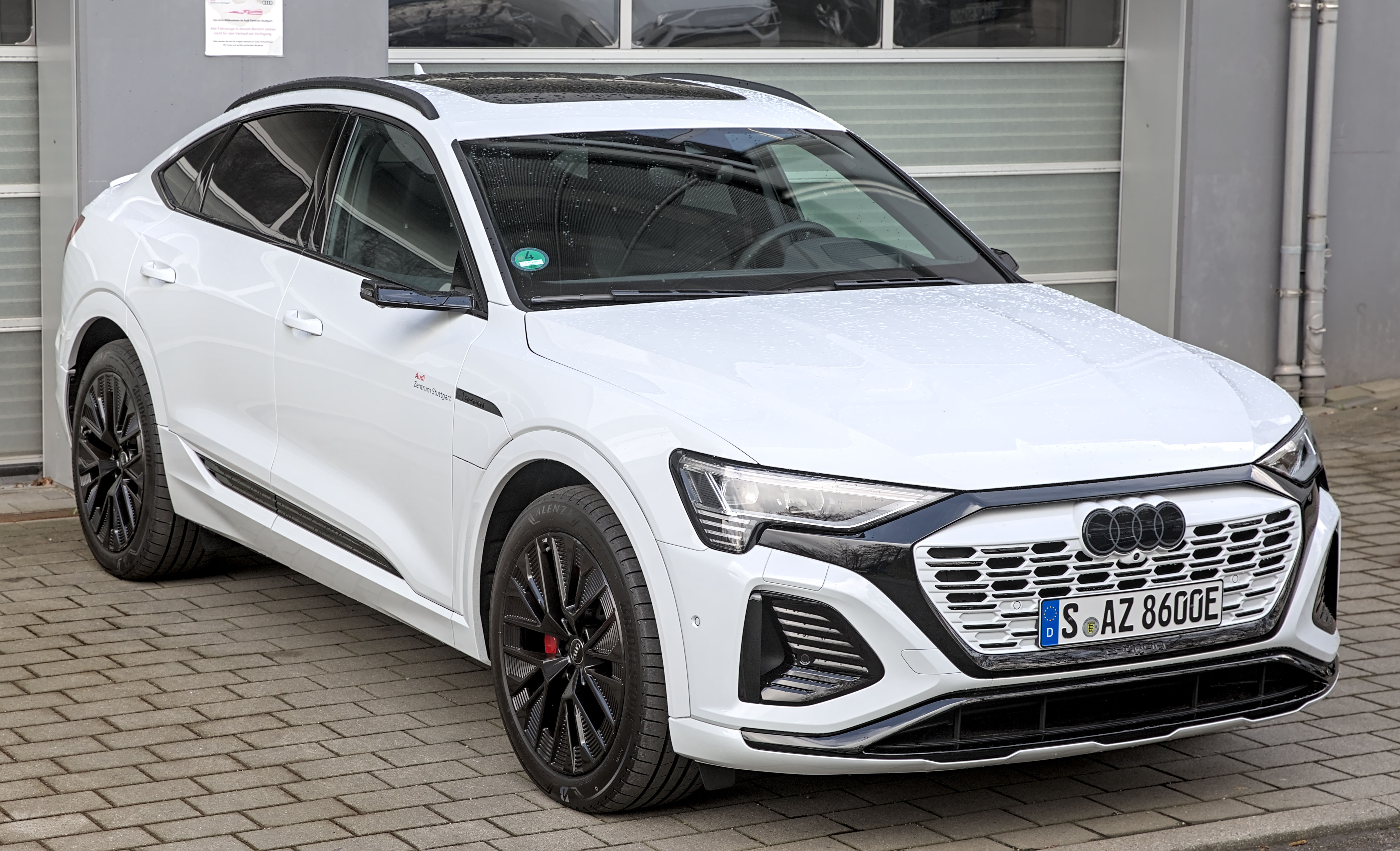
Audi Q8 e-tron Sportback po liftingu

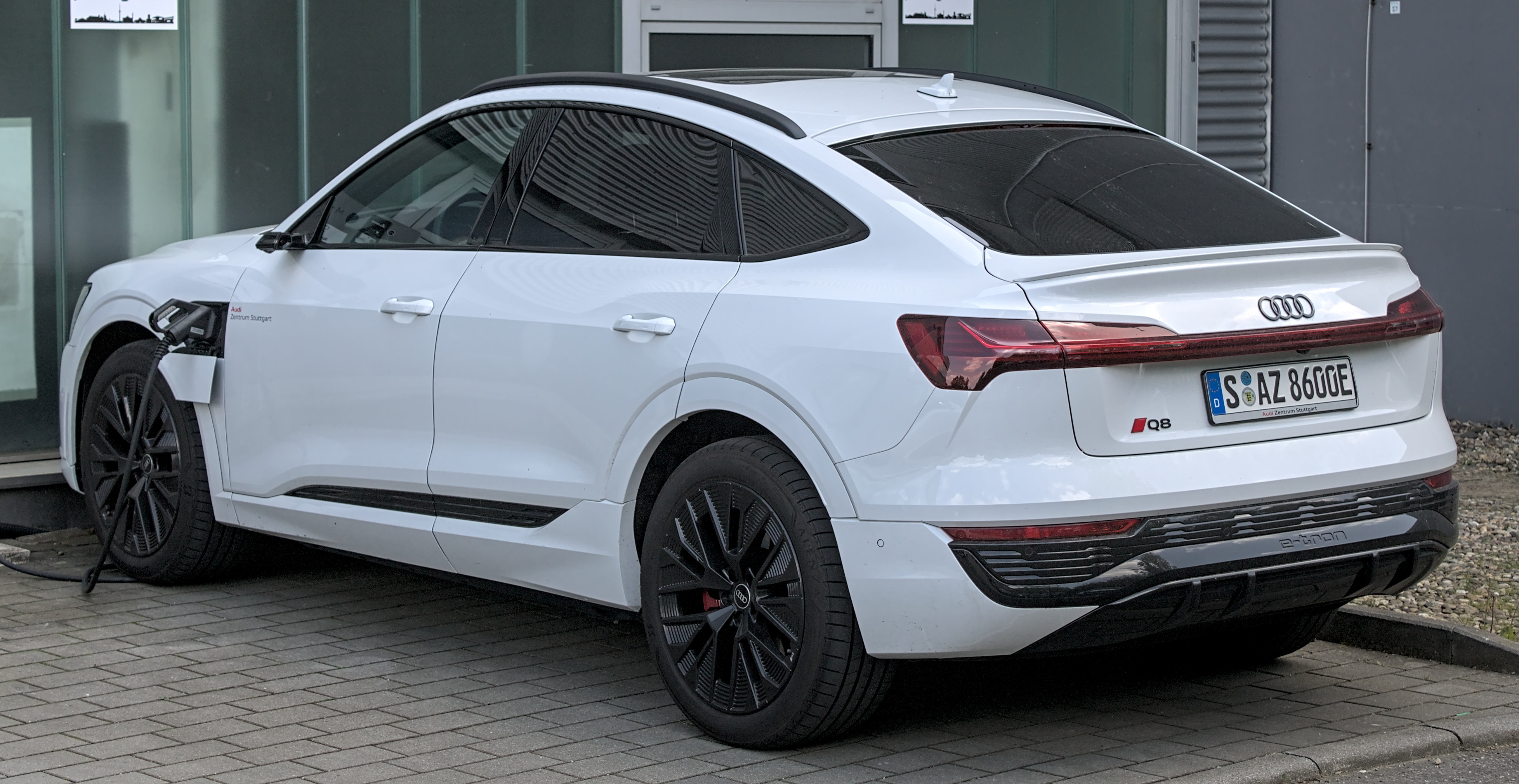
Audi Q8 e-tron Sportback podczas ładowania

Audi e-tron Sportback zostało zaprezentowane po raz pierwszy w 2019 roku.
Premierę seryjnego modelu poprzedziła prezentacja delikatnie zamaskowanego prototypu w marcu 2019, za to oficjalna premiera odbyła się pół roku później w Los Angeles.
Wariant Sportback modelu e-tron powstał jako bardziej sportowo stylizowany wariant stanowiący odpowiedź na koncepcję zastosowaną już wobec konkurencyjnej Tesli Model X. Samochód odróżnia się m.in. inaczej stylizowanym przednim zderzakiem, a także intensywnie opadającą linią dachu za pierwszym rzędem siedzeń oraz stopniowanym bagażnikiem. Przekłada się to na bardziej aerodynamiczny kształt karoserii.

### Lifting i zmiana nazwy
W listopadzie 2022 odmiana Sportback przeszła restylizację równolegle z klasycznym wariantem. Podobnie jak on, samochód przeszedł korektę nazwy na Audi Q8 e-tron Sportback. Pod kątem wizualnym samochód ponownie został odróżniony inaczej stylizowanym przednim zderzakiem, który zyskał dodatkowe urozmaicenie kolorystyczne wokół imitacji atrapy chłodnicy wzbogaconej odtąd listwą świetlną. Przeprojektowany został także układ napędowy, który dzięki większym bateriom pozwala na uzyskanie lepszego zasięgu na jednym ładowaniu - w przypadku bardziej aerodynamicznej odmiany Sportback może on wynieść do 600 kilometrów.

### Dane techniczne
Podobnie jak podstawowy e-tron, odmiana Sportback oferowana jest trzech wariantach napędowych, których parametry różnią się jednak z racji różnic m.in. w masie i oporach powietrza dyktowanych kształtem nadwozia. Podstawowy model e-tron 50 Sportback oferuje baterię o pojemności 71 kWh i 313 KM mocy, umożliwiając sprint do 100 km/h w 6,8 sekundy i prędkość maksymalną 190 km/h. Maksymalny zasięg to 347 kilometrów.
Mocniejszy wariant e-tron 55 Sportback wyposażony jest w baterię o pojemności 95 kWh, rozwijając moc 408 KM i 100 km/h w 6,6 sekundy. Pojazd umożliwia przejechanie na jednym ładwoaniu do 442 kilometrów. W lipcu 2020 roku, równolegle z klasycznym e-tronem, także i gama odmiany Sportback została poszerzona o wersję e-tron Sportback S. Poza dodatkowymi wlotami powietrza i sportowymi alufelgami, pojazd napędzany jest baterią o pojemności 95 kWh, rozwija 100 kmh/ w 4,5 sekundy i maksymalnie rozpędza się do 210 km/h. Maksymalny zasięg wynosi przy tym 365 kilometrów.